# Adriana Campos
Adriana Campos López (Chaparral, 27 febbraio 1979 – Salgar, 3 novembre 2015) è stata un'attrice colombiana.

## Biografia
Campos nacque a Chaparral, nel dipartimento di Tolima. Iniziò la sua carriera nel 2000, all'età di 21 anni, interpretando il ruolo di Lucia Galan nella serie televisiva Se armó la gorda. Era però conosciuta principalmente per il ruolo di Nicol Aguilar nella telenovela Vecinos e per quello di Priscila Cardona in Bella Calamidades, grazie ai quali ottenne due nomination ai Premi TVyNovelas per la miglior attrice non protagonista.
Morì il 3 novembre 2015 all'età di 36 anni in un incidente automobilistico assieme al marito Carlos Rincón. Le sopravvisse il figlio Gerónimo Rincón Campos, nato nell'agosto dell'anno precedente.

## Filmografia

### Cinema
- Gringo wedding, regia di Tas Salini (2006)
- Postales colombianas, regia di Ricardo Coral Dorado (2011)

### Televisione
- Adónde va Soledad (2000)
- El inútil (2001)
- A.M.A. La Academia (2003)
- Te voy a enseñar a querer (2004)
- Amores de mercado (2006)
- Merlina, mujer divina (2006)
- El Zorro, la espada y la rosa (2007)
- Madre Luna (2007)
- Victoria (2008)
- Vecinos (2008)
- Tiempo final (2008)
- Bella Calamidades (2009)
- Padre desalmado (2011)
- Postales colombianas (2011)
- Esto está que arde (2011)
- Amo de casa (2013)
- La tusa (2015)

### Teatro
- Juana de Arco
- La Medea
- Ricardo III
- Esto esta que arde
- Técnicas para amar